# Mission d'exploration du Mékong (1866-1868)

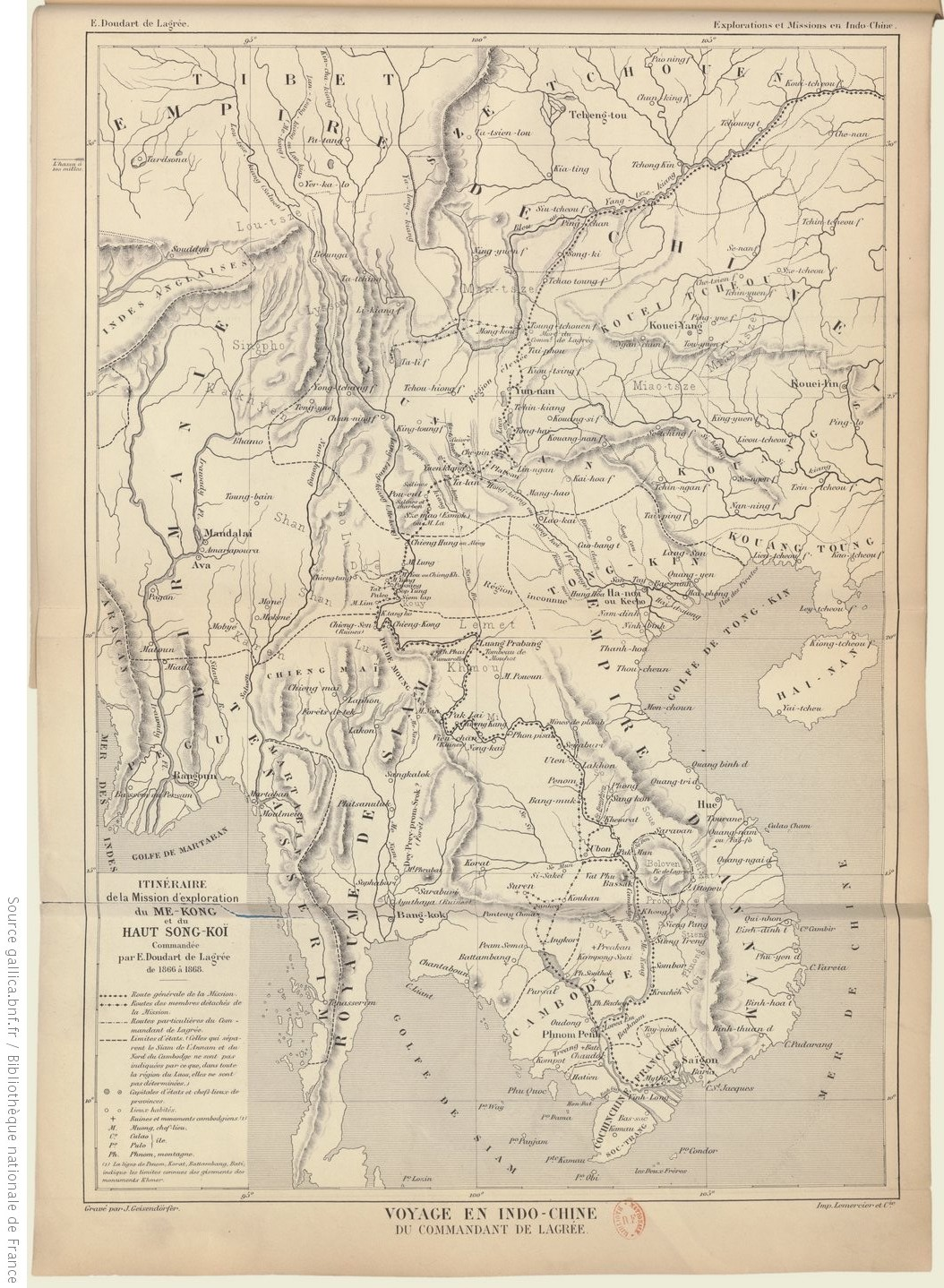
Itinéraire de la Mission d'exploration du Mékong.

La mission d'exploration du Mékong est une expédition financée et promue par le gouvernement colonial de Cochinchine française.
Dans un contexte de concurrence entre puissances coloniales pour l'accès au marché chinois, son principal objectif est d'établir la navigabilité du Mékong en direction de la province chinoise du Yunnan. La mission quitte Saïgon le 5 juin 1866 vers midi. Elle sera de retour dans cette même ville deux années plus tard, le 29 juin 1868.
Au cours de cette période, les membres de l'expédition auront parcouru près de 10 000 kilomètres. Si le Mékong s'avère impraticable pour l'ouverture d'une véritable voie commerciale vers la Chine, les découvertes scientifiques et les travaux cartographiques seront récompensés par de nombreuses distinctions, notamment auprès de la Société de géographie et la Royal Geographical Society.

## Contexte
La Cochinchine est annexée par la France à l'Annam en 1862. En 1863, le Cambodge devient protectorat français. Si l'acquisition de ces territoires vient en réponse aux ambitions anglaises dans la région, elle n'engendre pas le succès commercial escompté. Au contraire, l'administration de ces terres lointaines est coûteuse et l'on s'interroge à Paris sur la pertinence d'une installation dans la durée.
Sur place, les colons voient dans le Mékong une possible route privilégiée vers la Chine et son immense marché, une promesse de commerce et de prospérité. Sous l'impulsion du gouverneur de Saïgon, l'amiral Pierre-Paul de La Grandière, le ministre de la marine et des colonies Prosper de Chasseloup-Laubat se rallie à l'idée d'organiser une mission reconnaissance du grand fleuve. Le commandement en est confié au capitaine de frégate Ernest Doudart de Lagrée, secondé par l'officier de marine Francis Garnier.
Sur la même période, plusieurs expéditions anglaises tentent de rallier l'Inde à la Chine en passant par le Siam, la Birmanie ou le Tibet.

## Les membres de la mission

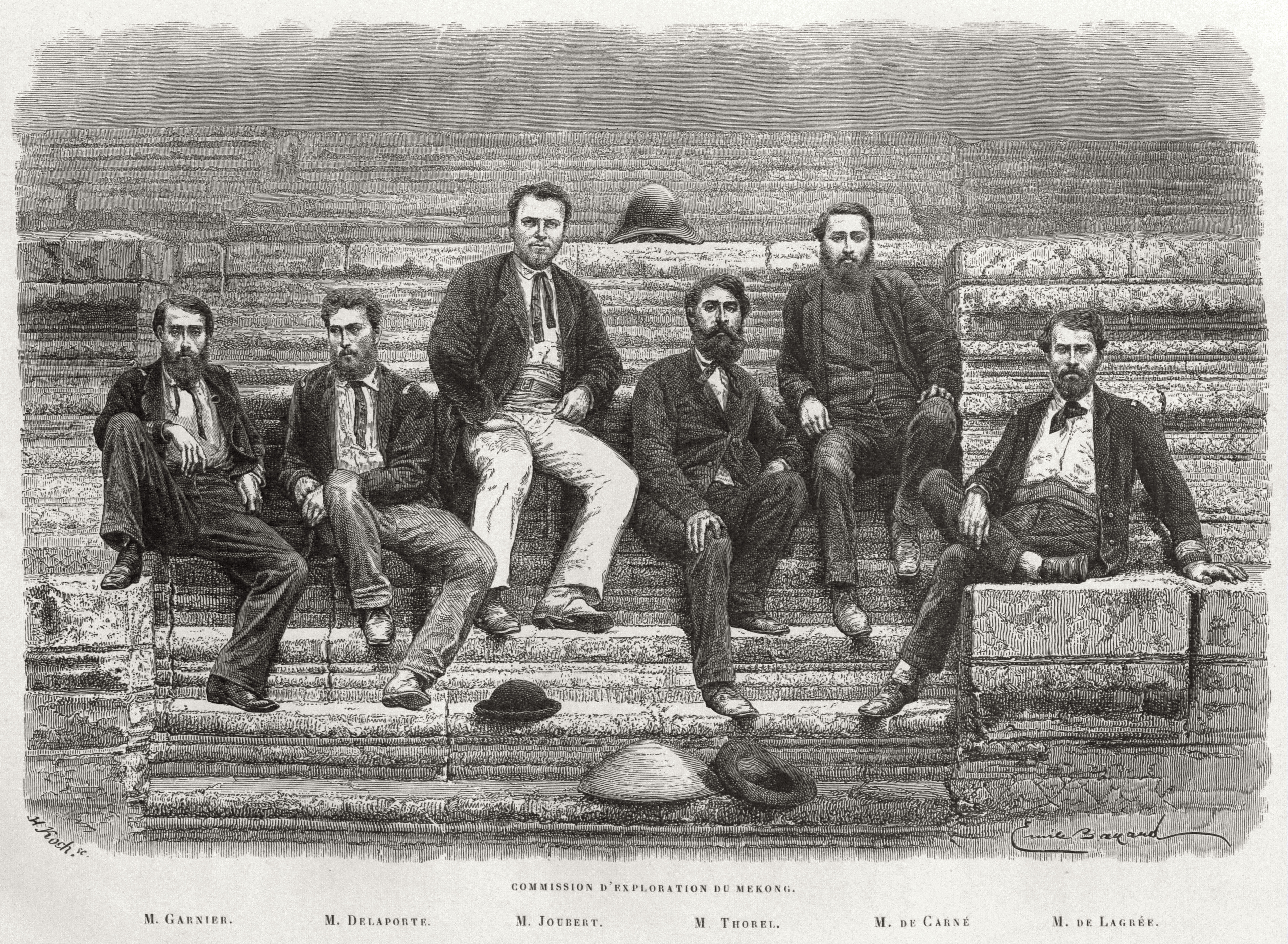
Membres de la Commission d'exploration du Mékong sur le site d'Angkor. De gauche à droite : Francis Garnier, Louis Delaporte, Lucien Joubert, Clovis Thorel, Louis de Carné et Ernest Doudart de Lagrée. Gravure à partir d'une photographie d'Émile Gsell.

Une vingtaine d'hommes embarque sur deux canonnières au départ de Saïgon.
Membres de la Commission scientifique du Mékong :
- Ernest Doudart de Lagrée, capitaine de Frégate, chef de la Commission
- Francis Garnier, lieutenant de vaisseau, second de l'expédition, chargé notamment des travaux d'hydrographie, de météorologie ainsi que du tracé de la carte du voyage. Auteur de ''Voyage d'exploration en Indo-chine, effectué pendant les années 1866, 1867 et 1868'' [lire en ligne]
- Louis Delaporte, officier de marine.
- Louis de Carné, élève consul, agent des Affaires étrangères
- Lucien Joubert, chirurgien de marine, chargé des observations géologiques
- Clovis Thorel, chirurgien de marine, chargé des observations botaniques

Interprètes : 
- Alévy, Laotien (?), interprète pour les langues lao et birmane
- Thomas Ko, Chinois, interprète pour les langues chinoises
- Alexis Om, Cambodgien, interprète pour la langue khmère
- Séguin, Français, interprète pour la langue siamoise

Encadrement :
- Charbonnier, sergent de l'Infanterie de Marine, secrétaire
- Herault, Mouello et Renaud matelots
- Rande, soldat d'infanterie de marine
- Tran Van Thuong, vietnamien, caporal des tirailleurs annamites

Escorte :
- Pedro Caldera et Luis Muiz : auxiliaires philippins
- Chanh, Chau, Drong, Huong, Son, Tan : tirailleurs annamites

Épisodiques :
- les pères Fenouil et Le Guilcher : missionnaires catholiques
- Émile Gsell, photographe

## Mission

### Cambodge
Muni de la lettre de commission de l'amiral de La Grandière, la mission quitte Saïgon le 5 juin 1866, gagne Phnom-Penh et par le Tonlé Sap se rend à Angkor. Ils passeront plusieurs mois dans les ruines, celles-ci fascineront les membres et en particulier Louis Delaporte. Repassant par Phnom-Penh, elle remonte le Mékong en canonnière et atteint les premiers rapides à Samboc-Sombor au-delà de Kratie. La progression se fera désormais par voie d'eau en pirogues et sur terre à dos d'éléphants et en chars à buffles.
Les zones dangereuses de Préapatang  et des Chutes de Khone sont franchies en suivant la rive et le 11 septembre la mission parvient à Bassac (Champassak). De là, Garnier reconnaît le cours inférieur du Se-Don (Tonle Kong en cambodgien) et les ruines de Vat Phou, Doudart de Lagrée, lui, se rend à Attopeu.

### Laos
Depuis le sud du Laos, une partie des membres de la Commission remonte la Semoun jusqu'à Ubon Ratchathani au Siam tandis qu'une autre poursuit la remontée du Mékong. Le deux groupes se rejoignent sur le grand fleuve à Kemarat le 30 Janvier 1867. L'expédition dépasse Vientiane et arrive à Luang Prabang le 28 avril 1867. Ayant franchi de trop nombreux rapides, Garnier conclu que le Mékong est une rivière qui "ne voulait tout simplement pas coopérer". Il note dans son rapport que : "l’avenir des relations commerciales rapides sur ce vaste fleuve, la route naturelle de la Chine à Saïgon, dont j’avais heureusement rêvé la veille, m’apparaissait désormais sérieusement compromise."
Épuisés, la malaria fait rage, les hommes se reposent pendant quatre semaines à Luang Prabang où ils obtiennent leurs passeports pour la Chine. Cependant, les territoires difficiles à venir et l'instabilité politique de la région affectent les plans du voyage. Après de longs débats sur la route à prendre, l'expédition repart le 25 mai 1867.

### Birmanie et Chine
Pour rejoindre la province du Yunnan, Doudart de Lagrée comptait suivre la Nam Ou, affluent du Mékong, mais des révoltes dans cette province obligent l'expédition à poursuivre sur le Mékong vers Sé-Mao. En octobre 1867, la mission quitte finalement le Mékong pour se diriger vers Kunming (Yun-Nân-Sen). C'est alors que l'expédition fait face à un puissant fleuve : il s'agit du fleuve Rouge (Song-koï). Garnier est missionné par Doudart de Lagrée pour en faire une reconnaissance. Il doit bientôt renoncer à cause de la difficulté du terrain et des rapides. Néanmoins, le second de l'expédition pressent la possibilité d'une route fluviale pour rejoindre la Mer de Chine.
Les hommes se rejoignent à nouveau pour se séparer encore quand Garnier part pour une autre mission en direction de la ville de Dali (Ta-Li-Fou). L'accueil du sultan n'est pas favorable et les hommes sont contraints de faire demi-tour. Pendant leur absence, Doudart de Lagrée, gravement malade, a succombé le 12 mars 1868. Francis Garnier prend le commandement de l'expédition, rejoint le fleuve Bleu (Yangzi Jiang) et le descend jusqu'à Shanghai. Les hommes seront de retour à Saïgon le 29 juin 1868, après deux années d'exploration.

## Conséquences
Si le Mékong ne s'avère pas être la voie de communication espérée, Francis Garnier croit trouver dans le fleuve Rouge une alternative à l'accès au marché chinois. Exploré dans sa partie haute au hasard du parcours de l'expédition, la navigabilité du fleuve sera établie quelques années plus tard par Jean Dupuis. La prise d'Hanoï et du Tonkin en sera une conséquence.

## Héritage
Sur le plan scientifique, les nombreuses découvertes vaudront à Francis Garnier de partager avec David Livingstone la Médaille d'Honneur de la Société de géographie en 1871.
En 1870 Francis Garnier a reçu la prestigieuse Patron's Medal (médaille d'or du bienfaiteur) de la Royal Geographical Society de Londres, la plus haute distinction qu'un explorateur de quelque nation que ce soit puisse recevoir.
Louis Delaporte réalisera de nombreux dessins et croquis, témoignages uniques des mœurs et coutumes de ces territoires alors inconnus de l'Occident.
Quant à Émile Gsell (qui s'arrêtera au Cambodge), il ramènera les premières photos jamais prise du site d'Angkor.